# Adrian Belew

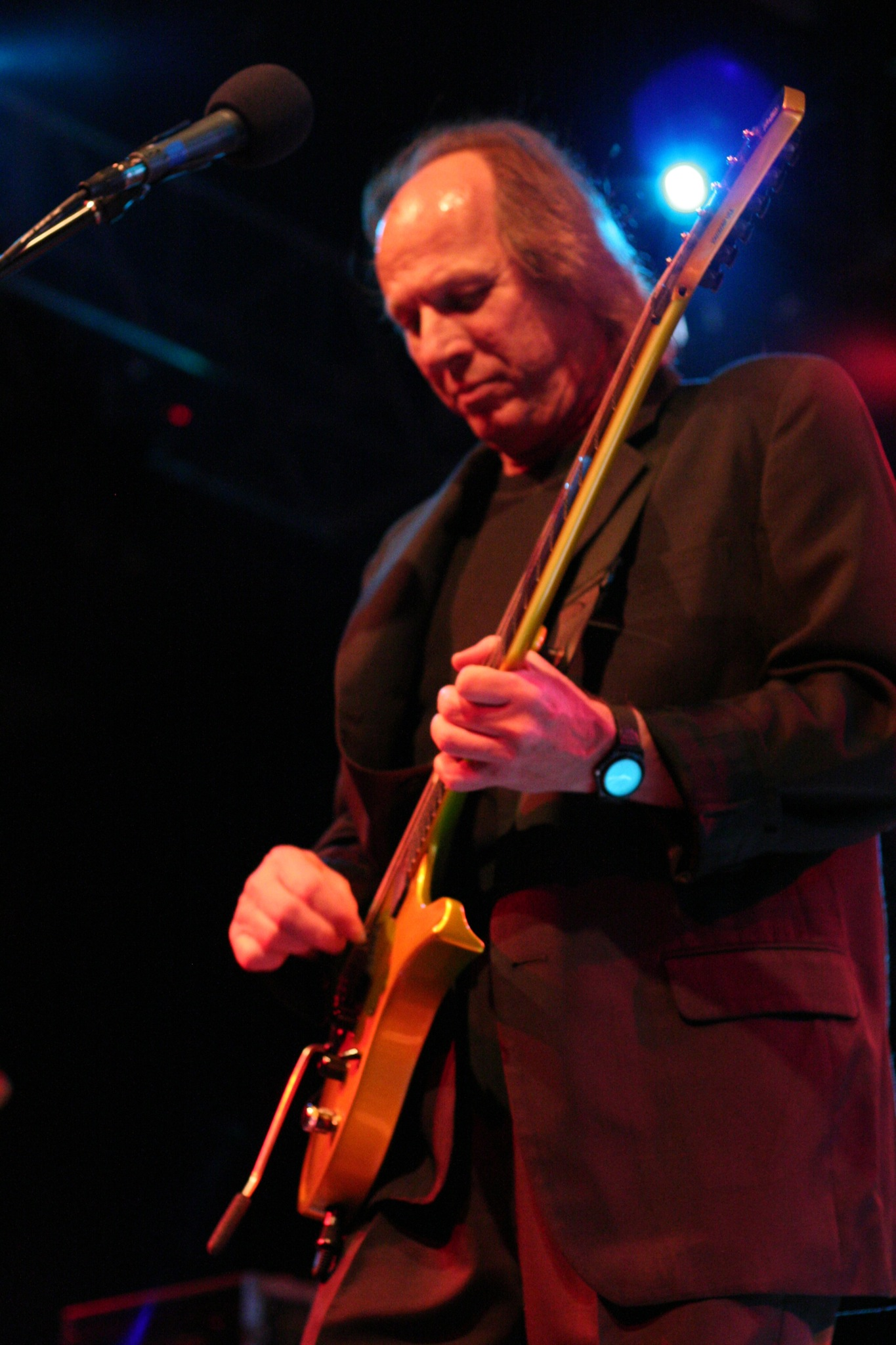
Adrian Belew

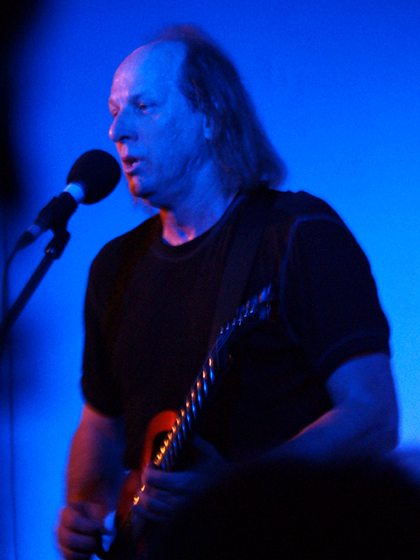
Adrian Belew

Adrian Belew (născut Robert Steven Belew, 23 decembrie, 1949 în Covington, Kentucky ) este un chitarist și cântăreț american, probabil cel mai cunoscut pentru activitatea sa alături de trupa de rock progresiv King Crimson căreia i s-a alăturat în 1981.
Recunoscut ca un instrumentist foarte versatil, Belew a lansat o serie de albume solo pentru Island Records și Atlantic Records. Vocea lui Belew este deseori comparată cu cea a vocalistului trupei Talking Heads- David Byrne .
Belew a lucrat intens și cu Talking Heads, David Bowie, Frank Zappa și Nine Inch Nails. Single - ul său din 2005 "Beat Box Guitar" a fost nominalizat la Premiile Grammy la categoria Cea mai Bună Melodie Instrumentală.